# 葛麻站
葛麻站（朝鲜语：／ Kalma yŏk */?）是位于朝鮮民主主義人民共和國江原道元山市的一個鐵路車站，属于江原线和元山港线。
该站于2025年进行了改建，并于同年6月11日正式竣工。

## 邻近车站
江原线
元山站 - 葛麻站 - 培花站
元山港线
葛麻站 - 元山港站
1. ↑  . 朝鲜中央通讯. 2025-06-12  [2025-06-14] （朝鲜朝鲜语）.